# Bjarne Goldbæk
Bjarne Goldbæk est un footballeur danois né le 6 octobre 1968 à Copenhague, actuellement consultant pour Eurosport. Milieu offensif il joue pour de nombreux clubs étrangers dont Chelsea et Chelsea en Angleterre et plusieurs clubs en Allemagne. Sélectionné à 28 reprise en équipe du Danemark, il a participé à la Coupe du monde 1998 et au Championnat d'Europe 2000
Il travaille comme agent, et occasionnellement comme commentateur pour Eurosport pendant les matchs du championnat d'Allemagne. 

## Biographie

### En sélection
- 5 sélections (0 but) avec l'équipe du Danemark espoirs entre 1987 et 1988.
- 28 sélections (0 but) avec l'équipe du Danemark entre 1987 et 2001.

## Carrière
- 1987 : Næstved BK  Danemark
- 1987-1989 : Schalke 04  Allemagne
- 1989-1993 : FC Kaiserslautern  Allemagne
- 1993-1994 : TeBe Berlin  Allemagne
- 1994-1996 : FC Cologne  Allemagne
- 1996-1998 : FC Copenhague  Danemark
- 1998-2000 : Chelsea  Angleterre
- 2000-2003 : Fulham  Angleterre
- 2003-2005 : Rot-Weiss Essen  Allemagne

## Palmarès
- Vainqueur de la Coupe d'Allemagne en 1990 avec Kaiserslautern
- Champion d'Allemagne en 1991 avec Kaiserslautern
- Vainqueur de la Coupe du Danemark en 1997 avec le FC Copenhague